# 万家嶺の戦い
万家嶺の戦い（まんかれいのたたかい、簡体字: 万家岭大捷、繁体字: 萬家嶺大捷、拼音: Wànjiālǐng Dàjíeā）は、武漢作戦進行中に当たる1938年8月初旬～同年10月11日にかけて発生した戦闘である。この戦いで日本軍は敗北、大日本帝国陸軍第101師団と第106師団には壊滅的な被害が発生した。

## 経過
第106師団は万家嶺を越え、線路に沿って九江から南下し、第101師団が盧山東麓から突破して徳安の後方へ切り込もうとする計画を立てたが、これは成功しなかった。この計画は薛岳に発見され、中国軍は廬山で第106師団を包囲することに成功する。九江を占領した第106師団は九江～南昌鉄道を軸に南下して徳庵を占領しようとした。しかし、九江の南にある沙河で大打撃を受ける。21日、101師団の佐藤分隊（指揮：佐藤正三郎少将）は、歩兵2個大隊に砲兵1個大隊の支援を受け、出安への進軍の一環として興子を占領したが、中国第25軍団と第66軍団の抵抗に直面することになった。これを受けて日本軍は兵を増強したが、中国側の戦線を突破することはできなかった。日本軍は苦肉の策で中国側に毒ガスを放ったが、これも戦果はなく、中国軍は日本軍の攻撃を撃退した。
9月初め、日本軍は第9師団と第27師団に106師団の救援を命じたが、中国の激しい抵抗に阻まれた。9月24日、日本軍はようやく西の中国戦線を突破したが、呉奇偉の第4軍団と第74軍団に直面し、再び包囲された。日本軍は窮地に陥った地上部隊を支援するため、焼夷弾による激しい空襲を行い、多くの民間人の死者を出した。
10月7日、中国軍は反撃を開始し、残存していた日本軍部隊を撃退した。10月10日は偶然にも中国の建国記念日だった。10月13日、中国軍は戦闘が終わったため撤退した。

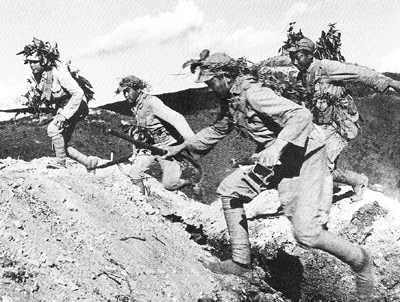
戦闘中の国民革命軍

## 戦闘後
2カ月半の戦いは、第101師団と第106師団に多大なる犠牲者を出した。これらの師団は、当初は合計で47,000人以上を有していたが、戦闘で約30,000人を失った。日本の参謀本部は特に大きな打撃を受けた。高い犠牲者率により、畑俊六は戦闘中、包囲された部隊の基地に頻繁に交代要員を空挺降下させた。
中国人にとって、万家嶺の戦いに勝利したこと、は武漢全体の作戦において重要な役割を果たし、長江の南岸に沿った武漢への日本の攻撃的勢力を止め、中国政府が民間人、戦争を避難させるための貴重な時間を確保できた。そのことにより、都市から産業資産や重要な施設を西に移動して、新しい臨時首都である重慶などの都市に向かって移動できた。